# Ермаково (Пошехонский район)
Ермаково — село в Пошехонском районе Ярославской области России. 
В рамках организации местного самоуправления является центром Ермаковского сельского поселения, в рамках административно-территориального устройства — центром Ермаковского сельского округа.

## География
Село находится в северной части области, в подзоне южной тайги, к северу от реки Конгоры, на расстоянии примерно 27 километров (по прямой) к северо-западу от города Пошехонье, административного центра района. Абсолютная высота — 128 метров над уровнем моря.
Климат
Климат характеризуется как умеренно континентальный, с продолжительной холодной зимой и коротким умеренно тёплым летом. Среднегодовая температура воздуха — 2,9 — 3,5 °C. Годовое количество атмосферных осадков — 500—750 мм, из которых большая часть выпадает в тёплый период. Преобладающее направление ветра юго-западное.

## История
В селе было две церкви. Каменная Христорождественская с тремя престолами: Рождества Христова, во имя св. архистратига Михаила и во имя св. пророка Илии, построенная в 1841 году на средства прихожан. Вторая —   деревянная кладбищенская Никольская на каменном фундаменте с одним престолом — во имя св. и чуд. Николая, построена в 1902 году на средства прихожанина почетного гражданина Александра Потаповича Бормосова. Позднее, кладбище и Христорождественская церковь вошли и состав деревни Климовское.  
В конце XIX — начале XX века село являлось центром Ермаковской волости Пошехонского уезда Ярославской губернии.
С 1929 года село являлось центром Ермаковского сельсовета Пошехонского района, с 2005 года — центр Ермаковского сельского поселения.

## Население
| 1859 | 1914 | 2002 | 2007 | 2010 |
| ---- | ---- | ---- | ---- | ---- |
| 200  | ↗264 | ↘128 | ↘118 | ↘108 |

Национальный состав
Согласно результатам переписи 2002 года, в национальной структуре населения русские составляли 98 % из 128 жителей.

## Инфраструктура
Администрация Ермаковского СП, отделение почтовой связи № 152853, пункт выдачи WB.

## Достопримечательности

### Памятники
- Воинам, павшим в годы Великой Отечественной войны
- Воинам, погибшим в Великой Отечественной войне

## Общественный транспорт
Ермаково обслуживается пригородным автобусным маршрутом № 119 Пошехонье — Зинкино.

## Улицы
Церковная, Солнечная, Ильинская, Поселковая.